# ニギリ
ニギリは、囲碁用語の一つで黒番（先手）、白番（後手）を決める方法。

## 概要
囲碁におけるニギリは、ハンディのいらない互先対局を行う場合に、先手と後手をランダムに決定するために行う行為。正式でないゲームでは、ニギリを採用せず、じゃんけんで先手と後手を決めることもある。

## ニギリの手順
1. 握る側の対局者と当てる側の対局者を決める（年長者が握るのが慣習である）[1]。握る側は任意の数の白石を片手に握り、碁盤の上で握った手を伏せて置く[1]。握る石の個数は自由であるが、10個～20個程度が一般的である。
2. 当てる側が黒石を1個（奇数の意）ないし2個（偶数の意）盤に置く。その際に、「奇数先」、「偶数先」と声に出すこともある[1]。
3. 黒石が置かれたら握る側は手を開いて白石が奇数か偶数かを調べ（わかりやすいように、石を2列に並べて、残ったのが1個か2個か表すこともある）、当たった場合は黒石を置いた方すなわち当てた方がそのまま先手（黒番）となり、外れた場合は白黒を交換して後手（白番）になる[1]。プロの公式対局ではモニター撮影がある関係で、碁石を交換せずに席を移ることもある。

## ニギリの確率論
ニギリはルール上白を握るが、では握る側が白を握った時、それが奇数である確率と偶数である確率は均等なのか、という議論が暫し見られる。詳しい結論はまだ出ていないが、数式上によると、奇数になる確率の方が僅かに高いとの事である。

## 類例
- 囲碁とほぼ同じ用具を用いる連珠の場合、ニギリで決めるのは仮先・仮後となる（連珠#開局規定を参照）。また囲碁と異なり、両対局者が石を適当な数だけ握り、開いて一方が奇数（白黒合わせて奇数）ならば黒石を握った者がそのまま仮先となり、両者とも奇数もしくは偶数（白黒合わせて偶数）の場合は白黒を交換するという方式を用いる。
- オセロでは、石の表裏の色が異なることを利用し、ニギリをアレンジした伏せ石という方法で先後を決める。